# Daniela Rocca
Daniela Rocca (Acireale, Catania, Sicilia, Italia; 12 de septiembre de 1937 - Roma, Italia; 28 de mayo de 1995)  fue una modelo y actriz italiana de una gran popularidad en cine, televisión y teatro.

## Carrera
La bella actriz y modelo Daniela Rocca fue un símbolo de belleza y voluptuosidad en la época de oro del cine italiano. Nació y se crio en Acireale, un barrio pobre de Catania. En 1953, a los quince años, fue elegida en Miss Catania. En ese certamen fue descubierta por buscadores de talentos para competir en el concurso de Miss Italia.
Hizo su debut en una película del director francés Maurice Cloche de Marchands de Filles (1957) y luego apareció en las películas de Riccardo Freda Caltiki, Il mostro immortale (1959) y Esther y el Rey (1960). Sin embargo su enorme popularidad llegó con el film Divorcio a la italiana (1961), donde se lució en el papel de Rosalia Cefalú, la asfixiante esposa Marcello Mastroianni. Fue entonces cuando conoció al director italiano Pietro Germi durante el rodaje. Pietri rechaza su propuesta amorosa y la actriz cae en una depresión, lo que la llevó a cometer un fallido intento de suicidio. Después de este hecho, se la consideró como una persona inestable y sus papeles en la pantalla grande comenzaron a decaer. Un colapso nervioso la llevó a estar internada en un hospital mental. Después de interpretar papeles de reparto en películas y en la televisión, su carrera se estancó a comienzos de 1970.
En 1963 fue nominada e los Premios BAFTA por su papel en Divorcio a la italiana, aunque la ganadora del galardón terminó siendo Patricia Neal por su papel en Hud.
Se casó a los 35 años y se dedicó a escribir y publicar cinco libros. Falleció el 28 de mayo de 1995 en su hogar de reposo a los 57 años de edad víctima de un Infarto agudo de miocardio. El escritor y poeta argentino Juan Gelman le dedicó un poema en su nombre al que tituló Teoría sobre Daniela Rocca.

## Filmografía
- 1970: Un giorno, una vita
- 1967: Seguro de virginidad
- 1965: El hombre del Cadillac
- 1964: Y llegó el día de la venganza.
- 1963: La noia
- 1963: Ronda de crímenes
- 1963: L'attico
- 1962: I don giovanni della Costa Azzurra
- 1962: La ciudad prisionera
- 1962: Peccati d'estate
- 1961: Divorcio a la italiana
- 1961: I masnadieri
- 1960: La vendetta dei barbari
- 1960: Esther y el rey
- 1960: Mujeres violentas
- 1960: Historia escrita con sangre
- 1959: La batalla de Marathón
- 1959: Las legiones de Cleopatra
- 1959: Caltiki - il mostro immortale
- 1959: Non perdiamo la testa
- 1959: Giuditta e Oloferne
- 1957: Marchands de filles
- 1957: El ángel y la fiera
- 1955: Il padrone sono me
- 1955: Il nostro campione
- 1954: La Luciana